# Cornelia Emilian
Cornelia Emilia, née Ederlly de Medve en 1840 dans l'empire d'Autriche et décédée en 1910, est une journaliste et une féministe roumaine.

## Biographie
Ederlly de Medve est née à Zlatna dans le Grand-duché de Transylvanie au sein d'une famille noble. En 1858, elle émigre à Iași, la capitale de la principauté de Moldavie qui devient, peu après, la deuxième ville du Vieux Royaume de Roumanie, où elle se marie avec  Ștefan Emilian (en), un professeur de l'université Alexandru Ioan Cuza de Iași et un architecte.
Cornelia fonde le Congrès roumain des femmes. Durant la Guerre d'indépendance de la Roumanie, elle travaille comme infirmière et mobilise d'autres femmes à appuyer l'effort de guerre. Elle crée un programme pour fournir des repas aux enfants défavorisés dans les écoles. En 1894, elle fonde la Ligue des femmes.
En tant que journaliste, elle écrit pour défendre l'émancipation des femmes et leurs droits.